# Победници европских првенстава у атлетици на отвореном — 1.500 метара
Освајачи медаља на Европским првенствима у атлетици на отвореном у дисциплини трчања на 1.500 метара, која је у програму од првог Европског првенства у Торину 1934., приказани су у следећој табели са постигнутим резултатима, рекордима и билансом освојених медаља по земљама и појединачно у овој дисциплини. Резултати су приказани у минутима.
Најуспешнији појединац, после 26 Европских првенстава, је  Јакоб Ингебригтсен из Норвешке са 3 златне медаљe. Од земаља најуспешније је Уједињено Краљевство са укупно 14 медаља од чега 7 златне, 2 сребрнe и 5 бронзаних.
Рекорд Европских првенстава на отвореном држи такође Јакоб Ингебригтсен из Норвешке са 3:31,95 (три минута, 31 секунда, 95 стотинки) који је постигао у финалној трци Европског првенства у Риму 2024.

## Освајачи медаља на Европским првенствима на отвореном
| Европско првенство     |                                       | Резултат    |                                       | Резултат |                                        | Резултат |
| Торино 1934 детаљи     | Луиђи Бекали · Италија                | 3:54,6 РЕП  | Миклош Сабо · Мађарска                | 3:55,2   | Роџер Норманд · Француска              | 3:57,0   |
| Париз 1938 детаљи      | Сидни Вудерсон · Уједињено Краљевство | 3:53,6 РЕП  | Жосеф Мостер · Белгија                | 3:54,5   | Луиђи Бекали · Италија                 | 3:55,2   |
| Осло 1946 детаљи       | Ленарт Странд · Шведска               | 3:48,0 РЕП  | Хенри Ериксон · Шведска               | 3:48,8   | Ерик Јоргенсен · Данска                | 3:52,8   |
| Брисел 1950 детаљи     | Вим Слијкхуис · Холандија             | 3:47,2 РЕП  | Патрик Ел Мабрук · Француска          | 3:47,8   | Бил Нанквил · Уједињено Краљевство     | 3:48,0   |
| Берн 1954 детаљи       | Роџер Банистер · Уједињено Краљевство | 3:43,8 РЕП  | Гунар Нилсен · Данска                 | 3:44,4   | Станислав Јунгвирт · Чехословачка      | 3:45,4   |
| Стокхолм 1958 детаљи   | Брајан Хјусон · Уједињено Краљевство  | 3:47,8      | Дан Верн · Шведска                    | 3:47,9   | Рон Дилејни · Ирска                    | 3:47,9   |
| Београд 1962 детаљи    | Мишел Жази · Француска                | 3:40,9      | Витолд Баран · Пољска                 | 3:42,1   | Томас Салингер · Чехословачка          | 3:42,2   |
| Будимпешта 1966 детаљи | Бодо Тимлер · Западна Немачка         | 3:41,9 РЕП  | Мишел Жази · Француска                | 3:42,2   | Харалд Норпорт · Западна Немачка       | 3:42,4   |
| Атина 1969 детаљи      | Џон Ветон · Уједињено Краљевство      | 3:39,45 РЕП | Френк Марфи · Ирска                   | 3:39,51  | Хенрик Шордиковски · Пољска            | 3:39,87  |
| Хелсинки 1971 детаљи   | Франко Арезе · Италија                | 3:38,43 РЕП | Хенрик Шордиковски · Пољска           | 3:38,73  | Брендан Фостер · Уједињено Краљевство  | 3:39,24  |
| Рим 1974 детаљи        | Клаус-Петер Јустус · Источна Немачка  | 3:40,55 РЕП | Том Биргер Хансен · Данска            | 3:40,75  | Томас Весингхаге · Западна Немачка     | 3:41,4   |
| Праг 1978 детаљи       | Стив Овет · Уједињено Краљевство      | 3:35,59 РЕП | Имон Кофлин · Ирска                   | 3:36,57  | Дејвид Муркрофт · Уједињено Краљевство | 3:36,70  |
| Атина 1982 детаљи      | Стив Крем · Уједињено Краљевство      | 3:36,49     | Николај Киров · СССР                  | 3:36,99  | Хозе Мануел Абаскал · Шпанија          | 3:37,04  |
| Штутгарт 1986 детаљи   | Стив Крем · Уједињено Краљевство      | 3:41,09     | Себастијан Коу · Уједињено Краљевство | 3:41,67  | Хан Кулкер · Холандија                 | 3:42,11  |
| Сплит 1990 детаљи      | Јенс-Петер Херолд · Источна Немачка   | 3:38,25     | Ђенаро ди Наполи · Италија            | 3:38,60  | Марио Силва · Португалија              | 3:38,73  |
| Хелсинки 1994 детаљи   | Фермин Качо · Шпанија                 | 3:35,27 РЕП | Исак Висиоза · Шпанија                | 3:36,01  | Бранко Зорко · Хрватска                | 3:36,88  |
| Будимпешта 1998 детаљи | Рејес Естевез · Шпанија               | 3:41,31     | Руи Силва · Португалија               | 3:41,84  | Фермин Качо · Шпанија                  | 3:42,13  |
| Минхен 2002. детаљи    | Мехди Бала · Француска                | 3:45,25     | Рејес Естевез · Шпанија               | 3:45,25  | Руи Силва · Португалија                | 3:45,43  |
| Гетеборг 2006 детаљи   | Мехди Бала · Француска                | 3:39,02     | Иван Хешко · Украјина                 | 3:39,50  | Хуан Карлос Игуеро · Шпанија           | 3:39,62  |
| Барселона 2010 детаљи  | Артуро Казадо · Шпанија               | 3:42,74     | Карстен Шланген · Немачка             | 3:43,52  | Мануел Олмедо · Шпанија                | 3:43,54  |
| Хелсинки 2012 детаљи   | Хенрик Ингебригтсен · Норвешка        | 3:46,20     | Флоријан Карваљо · Француска          | 3:46,33  | Давид Бустос · Шпанија                 | 3:46,45  |
| Цирих 2014 детаљи      | Махидин Мехиси-Бенабад · Француска    | 3:45,60     | Хенрик Ингебригтсен · Норвешка        | 3:46,10  | Крис О'Хер · Уједињено Краљевство      | 3:46,18  |
| Амстердам 2016 детаљи  | Филип Ингебригтсен · Норвешка         | 3:46,65     | Давид Бустос · Шпанија                | 3:46,90  | Хенрик Ингебригтсен · Норвешка         | 3:47,18  |
| Берлин 2018 детаљи     | Јакоб Ингебригтсен · Норвешка         | 3:38,10     | Марћин Левандовски · Пољска           | 3:38,14  | Џејк Вајтман · Уједињено Краљевство    | 3:38,25  |
| Минхен 2022 детаљи     | Јакоб Ингебригтсен · Норвешка         | 3:32,76 РЕП | Џејк Хејвард · Уједињено Краљевство   | 3:34,44  | Марио Гарсија · Шпанија                | 3:34,88  |
| Рим 2024 детаљи        | Јакоб Ингебригтсен · Норвешка         | 3:31,95 РЕП | Јохем Вермојлен · Белгија             | 3:33,30  | Паоло Арезе · Италија                  | 3:33,34  |
| Бирмингем 2026         |                                       |             |                                       |          |                                        |          |

## Биланс медаља
| #   | Држава               |    |    |    |    |
| --- | -------------------- | -- | -- | -- | -- |
| 1.  | Уједињено Краљевство | 7  | 2  | 5  | 14 |
| 2.  | Норвешка             | 5  | 1  | 1  | 7  |
| 3.  | Француска            | 4  | 3  | 1  | 8  |
| 4.  | Шпанија              | 3  | 3  | 6  | 12 |
| 5.  | Италија              | 2  | 1  | 2  | 5  |
| 6.  | Источна Немачка      | 2  | 0  | 0  | 2  |
| 7.  | Шведска              | 1  | 2  | 0  | 3  |
| 8.  | Западна Немачка      | 1  | 0  | 2  | 3  |
| 9.  | Холандија            | 1  | 0  | 1  | 2  |
| 10. | Пољска               | 0  | 3  | 1  | 4  |
| 11. | Данска               | 0  | 2  | 1  | 3  |
| 11. | Ирска                | 0  | 2  | 1  | 3  |
| 13. | Белгија              | 0  | 2  | 0  | 2  |
| 14. | Португалија          | 0  | 1  | 2  | 3  |
| 15. | Мађарска             | 0  | 1  | 0  | 1  |
| 15. | СССР                 | 0  | 1  | 0  | 1  |
| 15. | Украјина             | 0  | 1  | 0  | 1  |
| 15. | Немачка              | 0  | 1  | 0  | 1  |
| 19. | Чехословачка         | 0  | 0  | 2  | 2  |
| 20. | Хрватска             | 0  | 0  | 1  | 1  |
|     | Укупно 20 земаља     | 26 | 26 | 26 | 78 |

|    | Атлетичар           | Земља                |   |   |   |   |
| -- | ------------------- | -------------------- | - | - | - | - |
| 1. | Јакоб Ингебригтсен  | Норвешка             | 3 | 0 | 0 | 3 |
| 2. | Стив Крем           | Уједињено Краљевство | 2 | 0 | 0 | 2 |
| 2. | Мехди Бала          | Француска            | 2 | 0 | 0 | 2 |
| 4. | Хенрик Ингебригтсен | Норвешка             | 1 | 1 | 1 | 3 |
| 5. | Мишел Жази          | Француска            | 1 | 1 | 0 | 2 |
| 5. | Рејес Естевез       | Шпанија              | 1 | 1 | 0 | 2 |
| 7. | Луиђи Бекали        | Италија              | 1 | 0 | 1 | 2 |
| 7. | Фермин Качо         | Шпанија              | 1 | 0 | 1 | 2 |
| 9. | Хенрик Шордиковски  | Пољска               | 0 | 1 | 1 | 2 |
| 9. | Руи Силва           | Португалија          | 0 | 1 | 1 | 2 |
| 9. | Давид Бустос        | Шпанија              | 0 | 1 | 1 | 2 |